# Wrocław World Cup
Wrocław World Cup – męski i kobiecy turniej tenisowy rozgrywany we Wrocławiu na kortach ceglanych klubu tenisowego Olimpijski Club. Impreza zaliczana jest do cyklu ITF. Pula nagród wynosi 25 000 dolarów amerykańskich.

## Mecze finałowe

### Gra pojedyncza mężczyzn
| Rok  | Mistrz          | Finalista   | Wynik         |
| 2021 | Hernán Casanova | Orlando Luz | 6:1, 6:3      |
| 2019 | Václav Šafránek | Petr Nouza  | 6:3, 3:6, 6:3 |

### Gra pojedyncza kobiet
| Rok  | Mistryni     | Finalistka | Wynik         |
| 2021 | Chloé Paquet | İpek Öz    | 4:6, 6:3, 6:3 |

### Gra podwójna mężczyzn
| Rok  | Mistrzowie                       | Finaliści                           | Wynik             |
| 2021 | Oscar José Gutierrez Orlando Luz | Marco Bortolotti Cristian Rodríguez | 7:6(6), 2:6, 11–9 |
| 2019 | Jan Zieliński Kacper Żuk         | Jan Gałka Piotr Gałuś               | 6:4, 6:3          |

### Gra podwójna kobiet
| Rok  | Mistrzynie                | Finalistki               | Wynik             |
| 2021 | Anna Hertel Martyna Kubka | Nuria Brancaccio İpek Öz | 6:7(2), 6:3, 10–7 |